# Christian de Hesse-Darmstadt
Christian de Hesse-Darmstadt (25 novembre 1763, Bouxwiller - 17 avril 1830, Darmstadt) est le landgrave de la maison de Hesse-Darmstadt et un général néerlandais. Il est aussi un grand-maître franc-maçon.

## Biographie
Il est le plus jeune des fils du landgrave Louis IX de Hesse-Darmstadt et de son épouse Caroline de Palatinat-Deux-Ponts-Birkenfeld, l'un de ses frères est le grand-duc Louis Ier de Hesse. Christian étudie à Strasbourg puis choisit une carrière militaire au service des Provinces-Unies. Comme lieutenant-général, il combat pour Guillaume V d'Orange-Nassau contre les français de 1793 à 1794, et est grièvement blessé au siège de Menin en avril 1794. Après la défaite des néerlandais en 1795, il s'exile en Angleterre et plus tard poursuit la guerre contre la France dans l'armée autrichienne. À partir de 1799, il vit à Darmstadt et est enterré dans le Alten Friedhof.